# 上原尚子
上原 尚子(うえはら しょうこ、1966年8月27日 - )は、日本の小説家。

## 経歴・人物
神奈川県鎌倉市生まれ。高校中退の後、求人情報誌編集部でのアルバイト等を行っていた縁もあり、1986年に編集プロダクションスタジオ・ハードに入社。アニメ雑誌の編集を開始し、やがて多数のゲームブック（「ルパン三世 密林の追撃」 (双葉文庫ゲームブック)、「新・鬼ヶ島 暗黒の化身を討て!」(双葉文庫ファミコン冒険ゲームブック)、「熱血硬派くにおくん―番長連合をぶっとばせ!」(双葉文庫ファミコン冒険ゲームブック)、「邪聖剣ネクロマンサー イシュメリア魔空戦記」(アドベンチャーヒーローブックス)等）を執筆する。1988年には独立しフリーのコピーライターとして活動し、1989年には「くたばれ戦車商隊」（富士見ファンタジア文庫）で小説家としてデビュー。現在でも編集プロダクション「GLG補完機構」や、電子書籍発行集団「竹の子書房」に参加し、幅広い執筆活動を続けている。

## 作品リスト

### ゲームブック
- ルパン三世〈06〉 Pファイルを奪え! （双葉文庫、1986年12月）
- リンクの冒険―魔界からの逆襲 （共著、双葉文庫ファミコン冒険ゲームブック、1987年6月）
- 熱血硬派くにおくん―番長連合をぶっとばせ! （双葉文庫ファミコン冒険ゲームブック、、1987年7月）
- 装甲騎兵ボトムズ 復讐の惑星シド（スタジオ・ハード名義、共著、勁文社アドベンチャーヒーローブックス、1987年8月）
- ルパン三世〈09〉 灼熱の監獄島（共著、双葉文庫、1987年9月）
- 新・鬼ヶ島―暗黒の化身を討て! （共著、双葉文庫ファミコン冒険ゲームブック、1987年12月）
- ファイナルファンタジー クリスタル継承伝説（共著、勁文社アドベンチャーヒーローブックス、1987年12月）
- ルパン三世〈10〉密林の追撃 （双葉文庫、1988年1月）
- 覇邪の封印―バァンドゥラの魔獣 （双葉文庫ファミコン冒険ゲームブック、1988年3月）
- 邪聖剣ネクロマンサー ―イシュメリア魔空戦記 （勁文社アドベンチャーヒーローブックス、1988年5月）
- 魂斗羅(コントラ) （共著、コナミ出版、1988年6月）

### 小説作品
- くたばれ戦車商隊 (富士見ファンタジア文庫、1989年9月)
- 虚空の剣―真・エクスカリバー伝説 (原作：杉山東夜美、富士見ファンタジア文庫、1989年12月)
- トラップ (原作：杉山東夜美、富士見ファンタジア文庫、1992年6月)
- 聖龍伝説 黄金の瞳の少女 (ケイブンシャノベルス、1993年4月)
- QUOVADIS(クオヴァディス) (角川スニーカー文庫、1995年12月)
- 『実話』怪談草紙 (竹書房文庫、2005年12月)
- 純粋〈上〉 （竹書房、2006年5月）
- 純粋〈下〉 （竹書房、2006年5月）
- 眩しい色彩 （竹の子書房（Kindle - 電子出版のみ）、2013年4月）

#### 寄稿アンソロジー
- 怪異伝説ダレカラキイタ？ (1) タタリの学校 (加藤一/監修、あかね書房、2008年)
- 怪異伝説ダレカラキイタ？ (2) ノロイの怪魔 (加藤一/監修、あかね書房、2008年)
- 怪異伝説ダレカラキイタ？ (3) ウラミの車輪 (加藤一/監修、あかね書房、2008年)
- 怪異伝説ダレカラキイタ？ (9) 怪奇の授業 (加藤一/監修、あかね書房、2013年)

### その他
- OVA「究極超人あ〜る」シナリオ（共著：友吹愛弓、1991年）
- 大気圏突破アストロチャレンジ（監修 : 桐生那智、企画 : 楠原笑美・上原尚子・阪本良太・祥海、制作 : GLAMS） マル勝PCエンジン 1993年2月号 - 1993年4月号)
- 氷原公魚全集 鮪編 (編集に参加、竹の子書房（Kindle - 電子出版のみ）、2013年5月）
- 氷原公魚全集 鰻編 (編集に参加、竹の子書房（Kindle - 電子出版のみ）、2013年5月）